# Сграда на Националната и университетска библиотека „Свети Климент Охридски“
Сградата на Националната и университетска библиотека „Свети Климент Охридски“ (на македонска литературна норма: Зграда на Националната и универзитетска библиотека „Свети Климент Охридски“) е библиотечна сграда в град Скопие, Република Македония. Обявена е за паметник на културата.

## Описание
Сградата е изградена в 1971 година специално за Националната и университетска библиотека „Свети Климент Охридски“. Разположена е в центъра на града на булевард „Гоце Делчев“ № 6. Дело е на архитект Петър Муличковски. Състои се от няколко корпуса със скелет от армиран бетон и хасади с тремове и чардаци. Състои се от мазе, приземие и един етаж и има площ от около 10 000 m2. В сутерена на библиотеката са разположени депа и консервационна лаборатория, на приземния етаж има зала за промоции и изложби, както и работни помещения, а на етажа са читалните и отделите.
В 2009 година е изградна нова сграда, свързана със старата, която се състои от сутерен, приземие и два етажа и има площ от около 3000 m2. В сутерена има депа, а на приземния и първия етаж – зала и читални.